# Nhơn Hòa (thị trấn)
Nhơn Hòa là thị trấn huyện lỵ của huyện Chư Pưh, tỉnh Gia Lai, Việt Nam.

## Địa lý
Thị trấn Nhơn Hòa có vị trí địa lý:
- Phía đông giáp xã Ia Hrú
- Phía tây giáp xã Chư Don
- Phía nam giáp xã Ia Phang
- Phía bắc giáp xã Ia Hrú.

Thị trấn Nhơn Hòa có diện tích 21 km², dân số năm 2008 là 10.500 người, mật độ dân số đạt 500 người/km².

## Lịch sử
Thị trấn Nhơn Hòa được thành lập vào năm 2008 trên cơ sở chia tách xã Nhơn Hòa cũ thành thị trấn Nhơn Hòa và xã Chư Don.